# Sayoudié
 (janvier 2021).
Le sayoudié (en arabe : صيادية : sayadyeh) est un plat de poisson et de riz assaisonné de la cuisine libanaise, à base de cumin et d'autres épices. Le mélange d'épices est appelé baharat et sa préparation varie d'un cuisinier à l'autre mais peut inclure du carvi, de la cannelle, du cumin et de la coriandre,. Historiquement, c'était un repas de pêcheur, préparé le long de la côte libanaise, mais ce mets peut de nos jours être trouvé dans tout le Moyen-Orient, où il est préparé à la maison pour des occasions spéciales et des repas avec des invités et également servi dans les restaurants.
Il peut être préparé avec une variété de poissons, généralement des poissons blancs fermes, comme l'aiglefin ou la morue. On utilise le poisson entier afin que la tête et les arêtes aromatisent le bouillon. Le plat est garni d'amandes effilées et de pignons de pin grillés.

## Voir également